# 준항성 쌍성
준항성 쌍성(Substellar Binary)은 갈색왜성 등의 항성이 아닌 2개 이상의 천체가 질량 중심으로 서로 공전하는 경우 준항성 쌍성이라고 한다. 일반적으로 한국에서는 준항성을 쿼시 별(Quasi Star) 또는 퀘이사(Quasi-Stellar Object)의 한국어 명칭으로 알려져 있지만 갈색왜성 등을 포함하는 Substar 또는, (Substellar Object) 역시 준항성으로 불린다. 이는 -아래, -이하 등의 의미를 가진 Sub-와 '똑같지는 않으나 거의 비슷한' 이라는 의미를 가지고 있는 Quasi- 모두 한국어에서는 준-의 의미로 해석될 수 있기 때문인 것으로 보인다.

## 같이 보기
- 쌍성계
- 아항성 천체